# Конфракур
Конфраку́р (фр. Confracourt) — коммуна во Франции, находится в регионе Франш-Конте. Департамент — Верхняя Сона. Входит в состав кантона Дампьер-сюр-Салон. Округ коммуны — Везуль.
Код INSEE коммуны — 70169.

## География

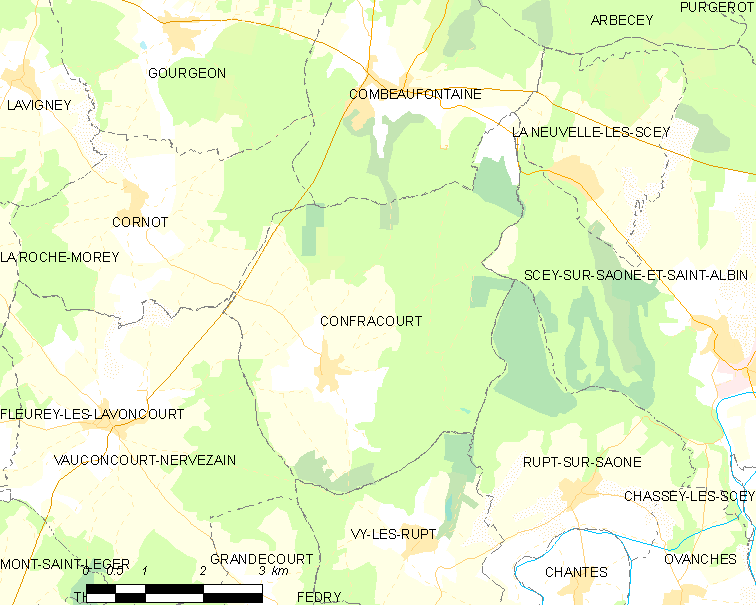
Карта коммуны

Коммуна расположена приблизительно в 300 км к юго-востоку от Парижа, в 50 км севернее Безансона, в 22 км к западу от Везуля.
Около половины территории коммуны занимают леса.

## Население
Население коммуны на 2010 год составляло 222 человека.
| 1962 | 1968 | 1975 | 1982 | 1990 | 1999 | 2010 |
| ---- | ---- | ---- | ---- | ---- | ---- | ---- |
| 238  | 207  | 154  | 163  | 147  | 180  | 222  |

## Экономика
В 2010 году среди 137 человек трудоспособного возраста (15—64 лет) 101 были экономически активными, 36 — неактивными (показатель активности — 73,7 %, в 1999 году было 72,4 %). Из 101 активных жителей работали 93 человека (54 мужчины и 39 женщин), безработных было 8 (4 мужчины и 4 женщины). Среди 36 неактивных 9 человек были учениками или студентами, 16 — пенсионерами, 11 были неактивными по другим причинам.

## Достопримечательности
- Церковь Св. Георгия (1861—1866 годы). Исторический памятник с 1992 года[3]
- Общественная прачечная (1836 год). Исторический памятник с 1979 года[4]
- Придорожное распятие (1610 год). Исторический памятник с 1979 года[5]
- Придорожное распятие (XV век). Исторический памятник с 1979 года[6]